# 索什涅沃市镇
索什涅沃市镇（俄语：Муниципальное образование Сошневское）是俄罗斯联邦沃洛格达州乌斯秋日纳区所属的一个市镇。其下辖有18个居民点，行政中心为索博列沃。据2015年统计，该市镇的人口为841人。